# Święte gwoździe

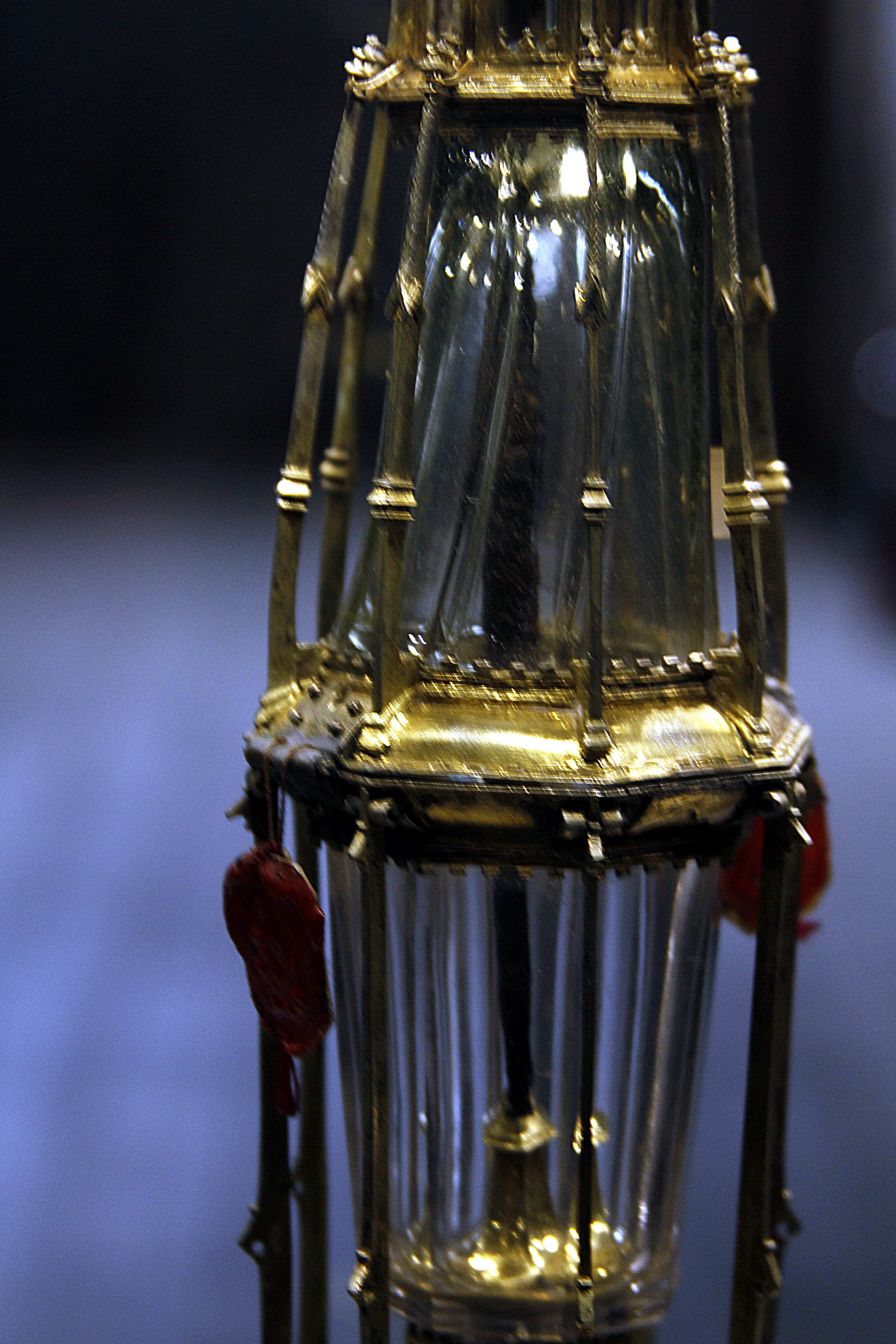
Relikwiarz Świętego Gwoździa w muzeum Santa Maria della Scala

Święte gwoździe – relikwie związane z męką i śmiercią Jezusa Chrystusa, gwoździe, którymi Jezus miał zostać przybity do krzyża. Jedne z narzędzi Męki Pańskiej czczone w Kościele katolickim i w prawosławnym.

## Historia
W roku 325 Helena, matka Konstantyna Wielkiego, odbyła podróż pielgrzymkową do Ziemi Świętej. Według przekazów odnalazła wtedy Krzyż Prawdziwy i inne relikwie wraz z trzema gwoździami, którymi Jezus miał być przybity do krzyża. Jeden z nich przywiozła do Rzymu, gdzie dotychczas znajduje się w bazylice Świętego Krzyża z Jerozolimy na Lateranie. Dwa pozostałe darowała Konstantynowi. Jeden z nich cesarz nakazał podzielić na części i wtopić je w swój hełm i uzdę konia, aby chroniły go przed nieszczęściami. Trzeci został zrabowany podczas IV krucjaty i sprzedany do Sieny, gdzie dotąd można go oglądać w muzeum Santa Maria della Scala.

## Współczesność

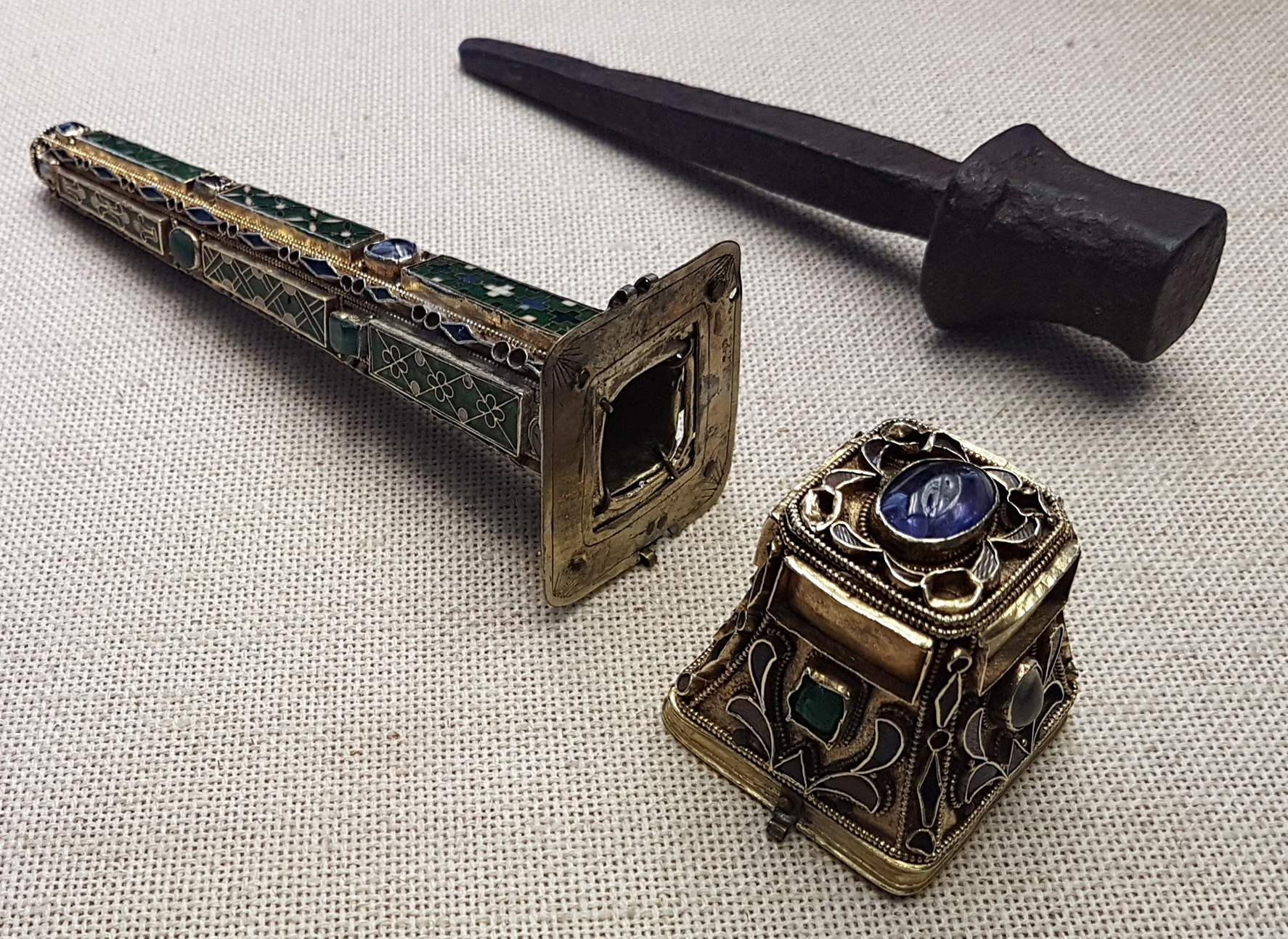
Relikwia świętego gwoździa z katedry w Trewirze

Obecnie ponad 30 kościołów chlubi się posiadaniem relikwii świętego gwoździa. Wynika to zarówno z faktu, iż w średniowieczu relikwie zwyczajowo dzielono na niewielkie części, tak aby podnieść nimi rangę wielu kościołów, jak i z powszechnego zwyczaju sprzedawania relikwii. Wykonywano również ich kopie poprzez pocieranie o oryginał i tworząc w ten sposób tzw. relikwie trzeciego stopnia. 
Do bardziej znanych miejsc przechowywania tej relikwii należy skarbiec katedralny w Trewirze, a także archikatedra w Bambergu. Jeden z gwoździ znajduje się też na Wawelu w Krakowie.